# Michaił Woropajew
Michaił Gawriłowicz Woropajew (ros. Михаи́л Гаври́лович Воропа́ев, ur. 8 listopada 1919 w chutorze Bystrianskij w obwodzie rostowskim, zm. 9 października 2009 w Moskwie) – radziecki działacz partyjny, I sekretarz Komitetu Obwodowego KPZR w Czelabińsku (1970-1984).
1942 ukończył Rostowski Instytut Inżynierii Transportu Kolejowego, pracował jako inżynier kolejowy m.in. w Złatouście. Od 1944 działacz Komsomołu, m.in. I sekretarz Komitetu Miejskiego Komsomołu w Złatouście. Od 1954 funkcjonariusz partyjny, sekretarz Metalurgicznego Rejonowego Komitetu KPZR, kierownik wydziału, II sekretarz i od 1963 do 1970 II sekretarz Miejskiego Komitetu Partyjnego w Czelabińsku. 1960 ukończył zaocznie Wyższą Szkołę Partyjną przy KC KPZR. 1970-1984 I sekretarz Komitetu Obwodowego KPZR w Czelabińsku. 1984-1989 zastępca przewodniczącego Komisji Kontroli Partyjnej przy KC KPZR. Przyczynił się do poprawienia wydajności przemysłu metalurgicznego w Czelabińsku i uczynił Czelabińsk wiodący pod względem produkcji metali i maszyn rolniczych. Deputowany do Rady Najwyższej ZSRR 7 i 9 kadencji i do Rady Najwyższej Rosyjskiej FSRR.
Został pochowany na Cmentarzu Kuncewskim w Moskwie.

## Odznaczenia i nagrody
- Order Lenina
- Order Rewolucji Październikowej
- Order „Znak Honoru”
- Honorowe obywatelstwo Południowego Uralu
- Honorowy Pracownik Kolei